# سیارک ۷۱۹۶
سیارک ۷۱۹۶ (به انگلیسی: 7196 Baroni، نامگذاری:1994BF) هفت هزار و صد و نود و ششمین سیارک کشف شده‌است که در ۱۶ ژانویه ۱۹۹۴ کشف شد.
قدر مطلق سیارک برابر ۱۳٫۷۰ است.